# پایگاه خبری فوتسال
پایگاه خبری فوتسال  یک وبگاه خبری ورزشی به زبان فارسی است که در ۱۳۹۲ آغاز به کار کرد.

## پیشینه
پایگاه خبری فوتسال فعالیت‌اش را به صورت آزمایشی از تاریخ ۲۶ شهریور ۱۳۹۲ مصادف با روز میلاد امام رضا(ع) آغاز کرد. فعالیت رسمی پایگاه خبری فوتسال از پنجم آذر ۱۳۹۲ آغاز شد و به همین مناسبت تیم این پایگاه خبری بازی دوستانه‌ای را با تیم ملی فوتسال ایران انجام داد تا اولین پایگاه خبری فوتسال ایران با حضور مسئولان و بزرگان این رشته فعالیت‌اش را به صورت رسمی آغاز کند.
همچنین مجوز پایگاه خبری به شماره ۹۳/۱۴۹۱۶ پس از یک سال فعالیت در تاریخ ۲۴ شهریور ۱۳۹۳ از سوی معاونت مطبوعاتی وزارت فرهنگ و ارشاد صادر شد

## ویژگی‌ها
پایگاه خبری  فوتسال  اولین پایگاه خبری تخصص در فوتسال می‌باشد  که در تمامی لیگ‌ها  فعال ایران  پوشش خبری دارد. این پایگاه در سراسر ایران  خبرنگاران  فعال این حوزه  را دارد.
از پنجم آذر ۱۳۹۲، بر پایه اعلام این وبگاه، نتیجه‌ها و مسابقه‌های فوتسال زنان در پایگاه خبری  پوشش می‌گیرند. در این اعلامیه آمده بود که این، همانند پوششی خواهد بود که فوتسال  مردان در این وبگاه می‌گیرد. در نمونه‌ای از تولید محتوای اختصاصی ورزش زنان در ایران، این وبگاه در مهر ۱۴۰۲، مصاحبه‌ای اختصاصی با ستارگان تیم ملی فوتبال زنان ایران، منتشر کرد.در نمونه‌ای از تولید محتوای اختصاصی ورزش زنان در ایران، این وبگاه در مهر ۱۴۰۲، مصاحبه‌ای اختصاصی با ستارگان تیم ملی فوتبال زنان ایران، منتشر کرد.
این پایگاه خبری  اخبار کشورهای فارس زبان را پوشش خبری می‌دهد.

## شورای سردبیری
پایگاه خبری فوتسال به صورت شورای سردبیری اداره می‌شود و سردبیران این پایگاه بر اخبار منتشر شده در حوزه‌های مختلف نظارت دارند.
شورای سردبیری متشکل از آقایان سیدحامد اردهالی، مهدی جاویدی، سعید پروا و مرتضی وفایی‌نژاد است.